# Pietro Fantin
Pietro Fantin né le 28 novembre 1991 à Curitiba, est un pilote de course automobile brésilien.

## Biographie
Fantin a commencé sa carrière de pilote en karting, où il est resté jusqu’en 2009. En 2010, il a commencé sa carrière de pilote en monoplace. Il a participé à 9 des 24 courses de la Formule 3 sudaméricaine pour Hitech Racing Brazil. Il a remporté trois courses et est monté cinq fois sur le podium. Au championnat, il termine la saison à la neuvième position. De plus, il a effectué neuf départs en tant que pilote invité pour Hitech Racing lors de la saison 2010 de Formule 3 britannique. En 2011, il participe au championnat de Formule 3 britannique en tant que pilote régulier pour Hitech Racing. Fantin termine la saison 2011 en huitième position.

## Résultats en compétition automobile

### Résultats en Formules de promotion
| Saison | Compétition                                 | Équipe                     | Courses | Victoires | Pole Positions | Meilleurs tours | Podiums | Points | Classement    |
| ------ | ------------------------------------------- | -------------------------- | ------- | --------- | -------------- | --------------- | ------- | ------ | ------------- |
| 2010   | Formule 3 sudaméricaine                     | Hitech Racing Brazil       | 9       | 3         | 2              | 5               | 5       | 108    | 9e            |
| 2010   | Championnat de Grande-Bretagne de Formule 3 | Hitech Racing              | 9       | 0         | 0              | 0               | 0       | 81     | pilote invité |
| 2011   | Championnat de Grande-Bretagne de Formule 3 | Hitech Racing              | 30      | 1         | 3              | 1               | 4       | 119    | 8e            |
| 2011   | Grand Prix de Macao                         | Hitech Racing              | 1       | 0         | 0              | 0               | 0       | N/A    | 14e           |
| 2012   | Championnat de Grande-Bretagne de Formule 3 | Carlin                     | 17      | 0         | 0              | 3               | 6       | 195    | 7e            |
| 2012   | Championnat d'Europe de Formule 3           | Carlin                     | 6       | 0         | 0              | 0               | 0       | 0      | pilote invité |
| 2013   | Formula Renault 3.5 Series                  | Arden Caterham             | 17      | 0         | 0              | 0               | 0       | 14     | 21e           |
| 2014   | Formula Renault 3.5 Series                  | International Draco Racing | 17      | 0         | 0              | 2               | 1       | 34     | 15e           |
| 2015   | Formula Renault 3.5 Series                  | International Draco Racing | 13      | 0         | 0              | 1               | 1       | 61     | 10e           |

### Résultats en Formula Renault 3.5 Series
| Saison | Écurie                     | 1         | 2        | 3         | 4         | 5         | 6         | 7         | 8        | 9         | 10        | 11        | 12        | 13       | 14        | 15       | 16        | 17       | Pos | Points |
| ------ | -------------------------- | --------- | -------- | --------- | --------- | --------- | --------- | --------- | -------- | --------- | --------- | --------- | --------- | -------- | --------- | -------- | --------- | -------- | --- | ------ |
| 2013   | Arden Caterham             | MNZ 1 Ret | MNZ 2 7  | ALC 1 Ret | ALC 2 18  | MON 1 Ret | SPA 1 16  | SPA 2 12  | MSC 1 18 | MSC 2 8   | RBR 1 Ret | RBR 2 9   | HUN 1 Ret | HUN 2 14 | LEC 1 11  | LEC 2 12 | CAT 1 9   | CAT 2 20 | 21e | 14     |
| 2014   | International Draco Racing | MNZ 1 11  | MNZ 2 8  | ALC 1 10  | ALC 2 12  | MON 1 15  | SPA 1 Ret | SPA 2 Ret | MSC 1 3  | MSC 2 Ret | NÜR 1 7   | NÜR 2 Ret | HUN 1 Ret | HUN 2 11 | LEC 1 Ret | LEC 2 20 | JER 1 Ret | JER 2 6  | 15e | 34     |
| 2015   | International Draco Racing | ALC 1 6   | ALC 2 11 | MON 1 5   | SPA 1 Ret | SPA 2 8   | HUN 1 Ret | HUN 2 8   | RBR 1 13 | RBR 2 4   | SIL 1 11  | SIL 2 3   | NÜR 1 7   | NÜR 2 9  | BUG 1     | BUG 2    | JER 1     | JER 2    | 10e | 61     |